# Núpcias de Fogo
Núpcias de Fogo é um romance de Nélson Rodrigues, publicado em 1948 como folhetim no O Jornal, sob o pseudônimo de Suzana Flag.

## Sinopse
Lúcia e Doris são irmãs. Lúcia fora criada pelo padrasto que sempre se ressentiu de ela, filha do primeiro casamento da mulher, ser tão bonita, atraente e jovial. Sua filha Doris não é tão bela. A caçula se torna invejosa e cheia de complexos, necessitando sempre do apoio da tia Clara e do pai para conseguir o que deseja. A insegurança fazia o chefe da família reprimir a enteada e se afastar da mulher, comportamento que acaba por dividir definitivamente a família. Lúcia é desmerecida por todos na casa e não tem o apoio da mãe, que se faz submissa ao marido e à cunhada, que mora com eles desde o nascimento de Doris. Doris é mimada e chata. As duas irmãs vão a um baile de uma amiga e conhecem Carlos, rapaz belíssimo que se encontra noivo de uma louca. A noiva de Carlos enlouquecera quando vira sua irmã beijar o noivo na boca. Carlos vive em função da cura da noiva. Doris e Lúcia apaixonam-se por ele. Condicionada desde pequena a deixar tudo para a irmã caçula, Lúcia não encontra outra saída a não ser repetir o padrão que aprendera na infância, mesmo sabendo ser correspondida em seu amor pelo rapaz. Doris, o pai e a tia Clara fazem de tudo para conquistar Carlos e arranjam um noivo para Lúcia. Jorge, um médico vizinho, amigo da família, era apaixonado por ela e, assim, Lúcia começa a namorá-lo. Doris submete-se a grandes humilhações pelo objeto de seu desejo e acaba sendo, de vez, preterida. A noiva de Carlos falece e ele, finalmente, decide casar-se com Lúcia. É quando Doris, então, enlouquece.